# Chika Oduah

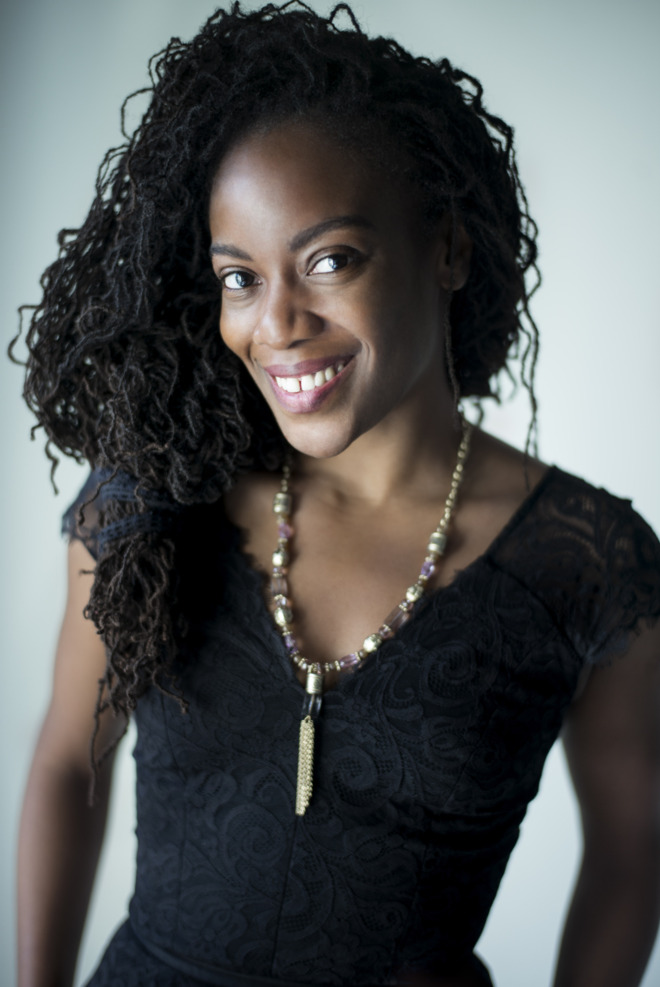
Chika Oduah, 2016

Chikaodinaka Sandra Oduah (* 14. März 1986 in Ogbaru, Anambra) ist eine US-amerikanisch-nigerianische Journalistin, Fernsehreporterin und Fotografin.

## Werdegang
Oduah ist die älteste Tochter von Mercy und Emmanuel Oduah. Sie ist Angehörige der Volksgruppe der Igbo und hat noch sieben weitere Geschwister. Im Alter von zwei Jahren zog die Familie in die Umgebung von Atlanta, Georgia, in den Vereinigten Staaten. Schon während ihrer dortigen High-School-Zeit interessierte sie sich für den Journalismus und war Reporterin bei „VOX newspaper“, wobei sie sich für Geschichten über Immigranten und Flüchtlingen im Großraum von Atlanta interessierte. Im Jahre 2004 arbeitete sie in Doraville, Georgia, am dortigen „Pan-Asia-Zentrum“ für Flüchtlinge aus Afghanistan, Bosnien, Liberia, Irak, Ruanda und Süd-Sudan. Ebenfalls von 2004 bis 2008 studierte sie an der Georgia State University Film, Anthropologie und Rundfunkjournalismus. Sie erhielt einen Bachelor in Anthropologie und Telekommunikation. Sie ist Absolventin der „Medill Journalistenschule“, die sie mit einem Master in Fernsehjournalismus abschloss.
Im Jahre 2009 begann sie als Fotografin bei einer Werbeagentur in Atlanta. Ein Jahr später war sie bei K24 in Nairobi, Kenia, wo sie mit Jeff Koinange zusammenarbeitete. „Sahara Reporter“ und der nationale kenianische Fernsehsender waren ihre nächsten beruflichen Stationen. Ein besonderer Schwerpunkt waren ihre Reportagen über die Aktivitäten von Boko Haram, ab 2014. Im Jahre 2017 begann sie eine langfristige Dokumentation über den Biafra-Krieg. Im Jahre 2019 war sie hauptsächlich für Al Jazeera, CNN und Voice of America tätig. Ihre Reportagen kann man in Zeitungen wie dem Guardian, der New York Times, The Daily Beast oder der Huffpost lesen.

## Auszeichnungen
- Journalistin des Jahres der Thomson Reuters Stiftung, 2014
- Percy Qoboza Award, 2018[4]